# 李氏五棘鯛
李氏五棘鯛（學名：Pentaceros richardsoni），為輻鰭魚綱鱸形目鱸亞目五棘鯛科的其中一種，分布於東南大西洋及西印度洋南非、特里斯坦-達庫尼亞；南太平洋紐西蘭、南澳大利亞及智利海域，深度0-1000公尺，本魚頭尖，口小，吻鈍，體略呈橢圓形，頭部及體上半部偏藍色，體下半側為白色，背鰭硬棘14-15枚；背鰭軟條8-10枚；臀鰭硬棘4-5枚；臀鰭軟條7-8枚，體長可達56公分，棲息在大陸棚及大陸坡底層水域，生活習性不明，具有商業價值的食用魚。